# Filmvetenskap
Filmvetenskap är det vetenskapliga studiet av film och filmhistoria, men även filmestetik och filmteknik. Film studeras i relation till det verkliga livet, historia, andra konstformer, publik och samhällsvetenskapliga teorier.

## Historia
Filmvetenskap växte fram som akademiskt ämne under 1960-talet i samband med att auteurer som Akira Kurosawa, Ingmar Bergman och Alfred Hitchcock blev vanligare. De hade mycket mer konstnärlig påverkan på filmens slutprodukt än vad som varit brukligt tidigare och därför blev studiet av deras verk mer signifikant. Det ledde också till att just filmregissören ofta ses som filmens huvudsakliga skapare. Feministisk, marxistisk eller psykoanalytisk filmteori är exempel på andra stora områden inom filmvetenskap.
Bland de mer kända filmteoretikerna finns Lev Kulesjov, Sergei Eisenstein, François Truffaut, André Bazin, David Bordwell, Mary Ann Doane och Laura Mulvey.
I Sverige inrättades den första professuren i filmvetenskap år 1970 vid Stockholms universitet.